# La Merced (Catamarca)
Pour les articles homonymes, voir La Merced.
La Merced est une ville de la province de Catamarca et le chef-lieu du département de Paclín en Argentine. Elle est située à 48 km de San Fernando del Valle de Catamarca, la capitale provinciale.